# 四ツ塚古墳

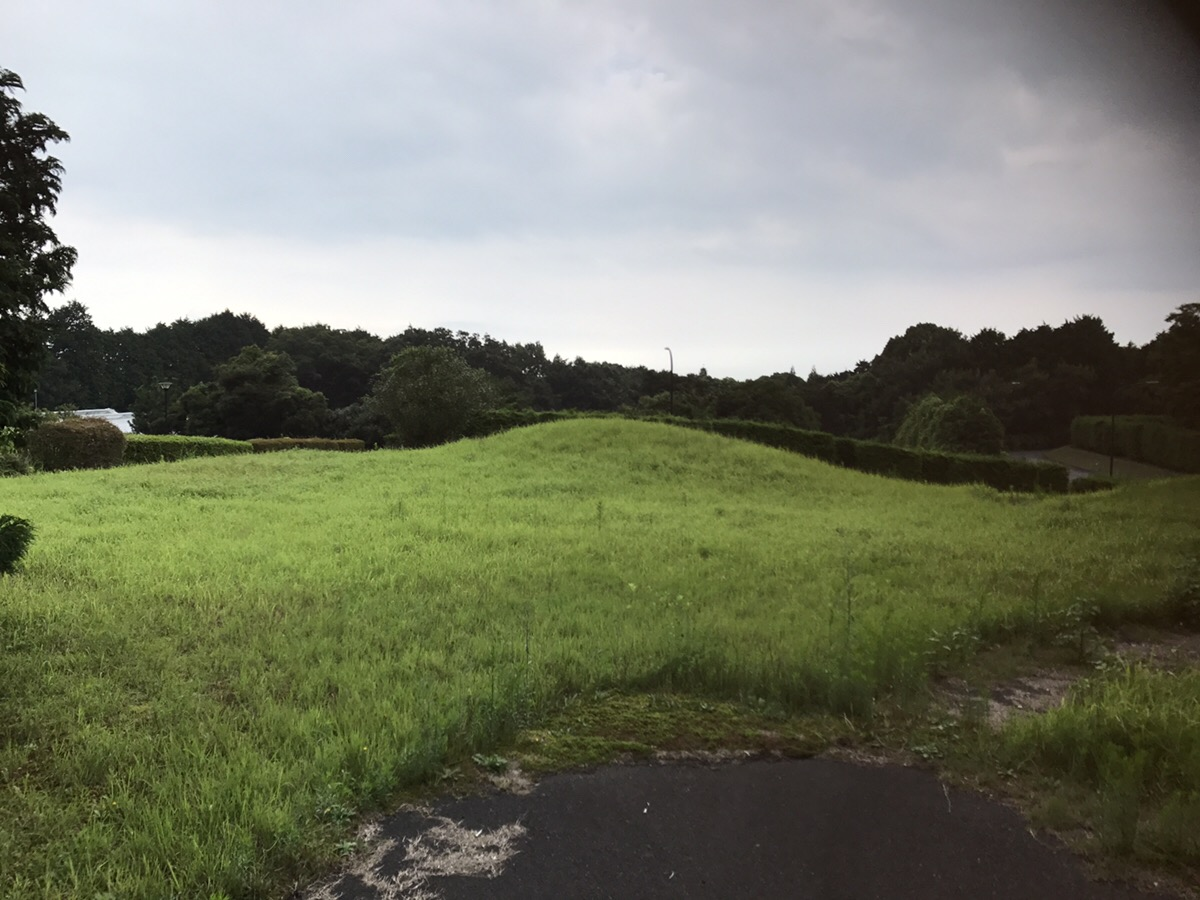
富士通沼津工場敷地内

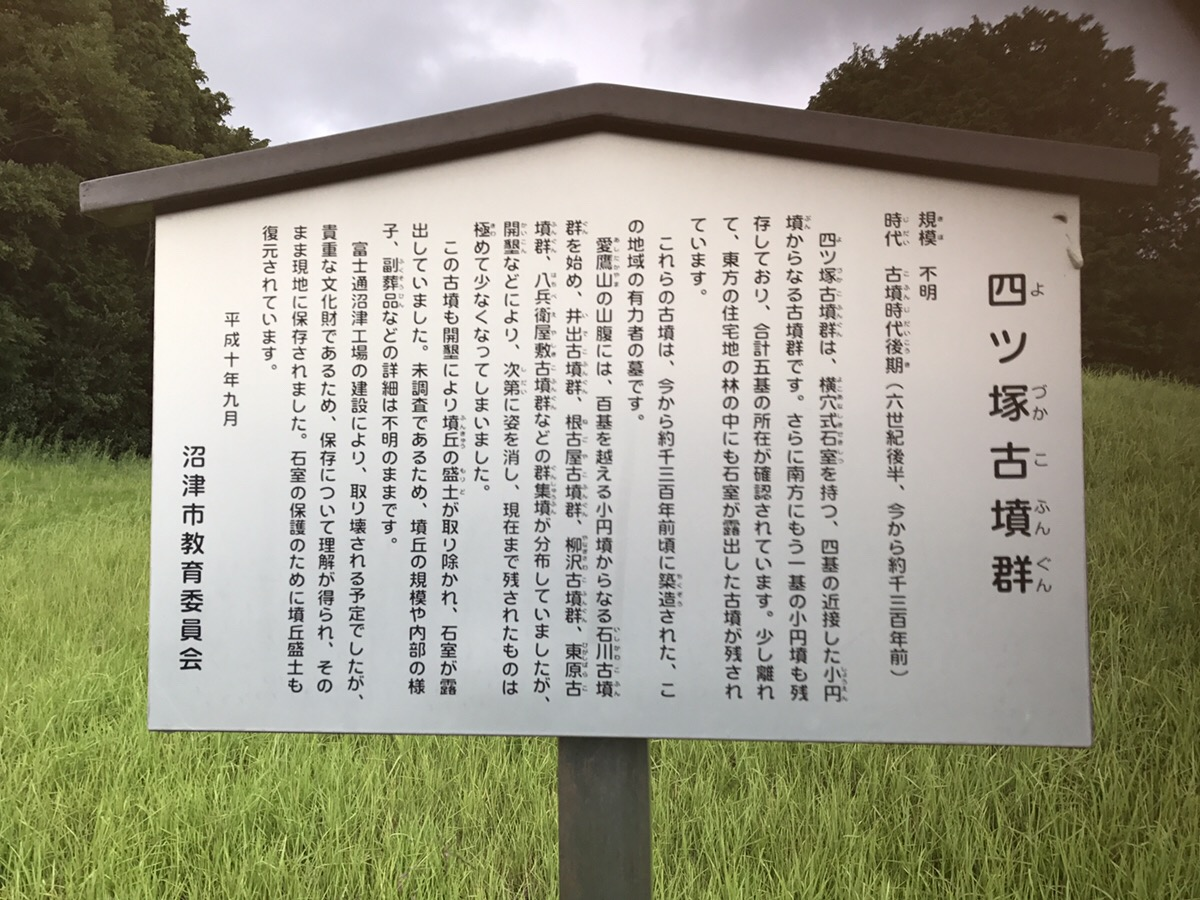
四ツ塚古墳の説明看板

四ツ塚古墳（よつつかこふん）は、静岡県沼津市元野にある古墳。
富士通沼津工場用地内にあり、円墳4基があることから四ツ塚古墳群とも言われている。

## 規模
4基の円墳があることから四ツ塚古墳と命名されたが、実際には5つの円墳がある。発掘調査はされていないため詳細な情報は得られていない。

## 保存の経緯
1971年（昭和46年）6月、富士通株式会社から愛鷹山宮本字元野地域一帯(約574,000平方メートル) に工場建設の申請がされた。その用地の東端部に4基の円墳、その南側に1基の古墳が存在していた。 申請された工場建設により古墳が破壊される可能性があったが、開発計画策定段階から4基の古墳については現況のまま保存されることとなった。 残る1基の古墳は、建物の配置上保存することが不可能なため、事前に発掘調査を行い記録保存することとなった。その後、1973年（昭和48年）11月に、同社からの開発行為に関し県の許可が下りたが、当初計画していた用地の一部が取得できなかったため、 同社は工場の配置を変更し、変更許可を申請。その申請に対して1974年（昭和49年）11月に許可が下りた。その一方で沼津市教育委員会は、同市で進む開発行為に対し埋蔵文化財の破壊を懸念し、埋蔵文化財の保護策の練り直しを実施。従来知られている包蔵地以外でも、その可能性がある場合に、事前に確認調査をした上でなければ工事に着手すべきではないと判断し、市内の開発行為に対し指導を強化した。その結果、同社の用地について沼津市教育委員会が改めて確認調査が必要である旨を申し入れた。それに対し、同社から事前調査の実施について同意が得られた。このような経緯を経た後、最終的に同社は残る１基の古墳についても保存する決断を下した。

## 周辺の遺跡
- 馬見塚古墳群
- 山ノ神古墳 (沼津市)